# Emily Wittbrodt

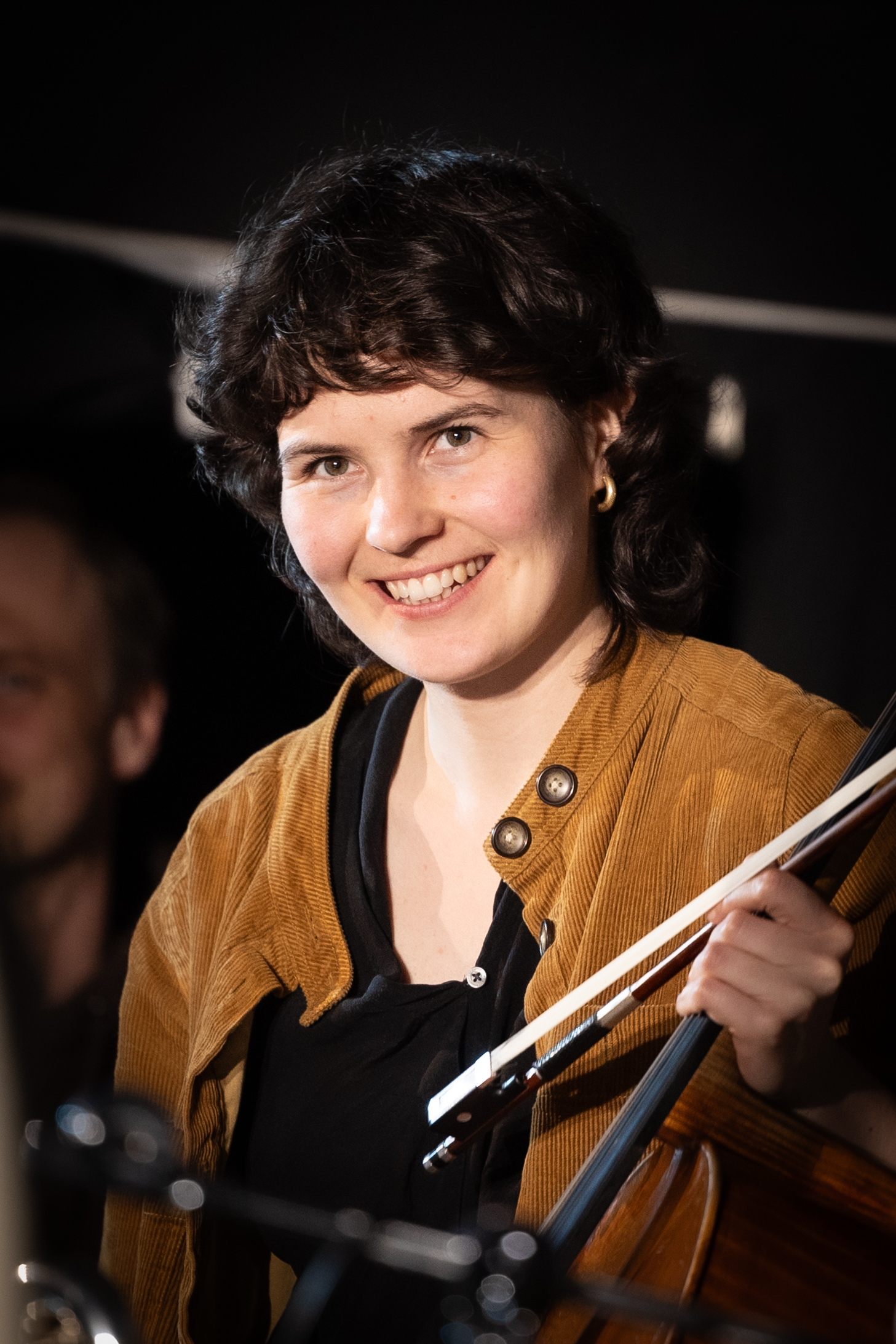
Emily Wittbrodt (2024)

Emily Anine Wittbrodt (* 1994 in Bonn) ist eine deutsche Cellistin, die auch als Improvisationsmusikerin hervorgetreten ist.

## Leben und Wirken
Wittbrodt, die 2012 ihr Abitur am Bonner Clara-Fey-Gymnasium ablegte, studierte Cello in Düsseldorf, Essen und Helsinki bei Gotthard Popp, Alexander Hülshoff, Laurentiu Sbarcea sowie Hannu Kiiski und Marko Ylönen. 2017 schloss sie ihr Bachelorstudium an der Folkwang Universität der Künste mit Auszeichnung ab.
Wittbrodt tritt seit 2016 regelmäßig im Duo mit dem Pianisten Eugenio Catone auf. Konzerte führen sie nach Italien und durch Deutschland. Ein Schwerpunkt von Wittbrodts künstlerischem Schaffen liegt auf der Improvisation und interdisziplinären Arbeit. Im Duo Dialog arbeitet sie mit der Tänzerin Antonia Stäcker. Sie schuf Musiken zu Tanz- und Theaterproduktionen. Weiterhin wirkte sie an der Uraufführung mehrerer neuer Werke mit.
Seit 2018 gehört Wittbrodt zur Großformation The Dorf und ist auf mehreren Alben mit der Gruppe zu hören. Mit Marie Daniels, Julia Brüssel und Maria Trautmann, die alle bei The Dorf spielen, formierte sie 2018 das Improvisationsquartett Hilde, mit dem das Album Open (2020) entstand. Gemeinsam mit Edis Ludwig bildete sie das Duo Ludwig Wittbrodt (gleichnamiges Album bei Ana Ott). Im Duo mit Hanna Schörken entstand das Album Sea-less (2022). Mit Korhan Erel und Florian Walter als Trio Ephemeral Fragments erschien 2022 das Album mit gefühl.  Gemeinsam mit der Organistin Annie Bloch veröffentlichte sie 2025 zudem das Album The Mendelssohn-Projekt mit Kompositionen und Improvisationen, die das Präludium in c-Moll op. 37 Nr. 1 von Felix Mendelssohn Bartholdy als Ausgangspunkt haben.
Außerdem ist sie auf dem Album Nenn mich Musik der Düsseldorf Düsterboys zu hören.